# 比弗鎮區 (印地安納州普瓦斯基縣)
比弗鎮區（英語：Beaver Township）是位於美國印地安納州普瓦斯基縣的一個行政鎮區。

## 地方資料
根據2010年美國人口普查的數據，比弗鎮區的面積為92.20平方千米，當中陸地面積為92.10平方千米，而水域面積為0.10平方千米。當地共有人口516人，而人口密度為每平方千米5.6人。